# Hoplocorypha macra
Hoplocorypha macra är en bönsyrseart som beskrevs av Stal 1856. Hoplocorypha macra ingår i släktet Hoplocorypha och familjen Thespidae. Inga underarter finns listade i Catalogue of Life.